# Ed de Goeij
Eduard Franciscus 'Ed' de Goeij (ook geschreven als Ed de Goey) (Gouda, 20 december 1966) is een voormalig Nederlands doelman en international in het betaald voetbal. De 1,97 meter lange keeper had de bijnaam Ed Konijn vanwege zijn saaie, soms ijskoude uitstraling als hij in het doel stond in de jaren 90. Na zijn actieve carrière bleef hij werken in de voetbalwereld. In juli 2010 tekende hij een tweejarig contract bij RKC Waalwijk als keeperstrainer.

## Clubloopbaan
De Goeij begon met voetballen bij de amateurclub Olympia uit Gouda. Zijn profcarrière begon daarna bij Sparta Rotterdam, waar hij zes seizoenen speelde om vervolgens naar Feyenoord te gaan. Tijdens de 235 wedstrijden die hij voor Feyenoord speelde won hij viermaal de KNVB Beker, eenmaal de Supercup en werd hij met Feyenoord in 1993 landskampioen in de Eredivisie.
Daarna ging hij naar Chelsea. In het begin stond hij nog regelmatig in het veld, maar naarmate de tijd vorderde kwam hij steeds minder aan spelen toe. Wel won hij met Chelsea enkele grote prijzen, te weten de Europacup II in 1998, de UEFA Super Cup in 1998, de FA Cup in 2000, de League Cup in 1998 en de Charity Shield in 2000. In 2003 vertrok hij naar Stoke City, waar hij tot juni 2006 zou spelen. Hij werd in de zomer van 2005 benaderd door Heracles Almelo waar zijn voormalige ploeggenoot Peter Bosz hoofdtrainer was. Hij verkoos een langer verblijf bij Stoke City onder leiding van de Nederlandse trainer Jan Boskamp.

## Nationaal team
Van 1992 tot en met 1998 speelde De Goeij 31 interlands voor het Nederlands voetbalelftal. Hij zat bij de selectie van het Nederlands elftal tijdens het WK 1994, het WK 1998, het EK 1996 en het EK 2000. Tijdens het WK in de Verenigde Staten was hij eerste keus van bondscoach Dick Advocaat en speelde hij alle wedstrijden mee. Nederland verloor in de kwartfinale van Brazilië met 3-2. Branco maakte vanuit een vrije trap de 3-2. Sinds 1995 was Edwin van der Sar eerste keeper.
| Interlands van Ed de Goeij voor Nederland | Interlands van Ed de Goeij voor Nederland | Interlands van Ed de Goeij voor Nederland | Interlands van Ed de Goeij voor Nederland | Interlands van Ed de Goeij voor Nederland | Interlands van Ed de Goeij voor Nederland |
| №                                         | Datum                                     | Wedstrijd                                 | Uitslag                                   | Competitie                                | Goals                                     |
| Als speler van Feyenoord                  | Als speler van Feyenoord                  | Als speler van Feyenoord                  | Als speler van Feyenoord                  | Als speler van Feyenoord                  | Als speler van Feyenoord                  |
| ----------------------------------------- | ----------------------------------------- | ----------------------------------------- | ----------------------------------------- | ----------------------------------------- | ----------------------------------------- |
| 1                                         | 16 december 1992                          | Turkije – Nederland                       | 1 – 3                                     | WK-kwalificatie                           | 0                                         |
| 2                                         | 24 februari 1993                          | Nederland – Turkije                       | 3 – 1                                     | WK-kwalificatie                           | 0                                         |
| 3                                         | 24 maart 1993                             | Nederland – San Marino                    | 6 – 0                                     | WK-kwalificatie                           | 0                                         |
| 4                                         | 28 april 1993                             | Engeland – Nederland                      | 2 – 2                                     | WK-kwalificatie                           | 0                                         |
| 5                                         | 9 juni 1993                               | Nederland – Noorwegen                     | 0 – 0                                     | WK-kwalificatie                           | 0                                         |
| 6                                         | 22 september 1993                         | San Marino – Nederland                    | 0 – 7                                     | WK-kwalificatie                           | 0                                         |
| 7                                         | 13 oktober 1993                           | Nederland – Engeland                      | 2 – 0                                     | WK-kwalificatie                           | 0                                         |
| 8                                         | 17 november 1993                          | Polen – Nederland                         | 1 – 3                                     | WK-kwalificatie                           | 0                                         |
| 9                                         | 19 januari 1994                           | Tunesië – Nederland                       | 2 – 2                                     | Vriendschappelijk                         | 0                                         |
| 10                                        | 23 maart 1994                             | Schotland – Nederland                     | 0 – 1                                     | Vriendschappelijk                         | 0                                         |
| 11                                        | 20 april 1994                             | Nederland – Ierland                       | 0 – 1                                     | Vriendschappelijk                         | 0                                         |
| 12                                        | 27 mei 1994                               | Nederland – Schotland                     | 3 – 1                                     | Vriendschappelijk                         | 0                                         |
| 13                                        | 1 juni 1994                               | Nederland – Hongarije                     | 7 – 1                                     | Vriendschappelijk                         | 0                                         |
| 14                                        | 12 juni 1994                              | Canada – Nederland                        | 0 – 3                                     | Vriendschappelijk                         | 0                                         |
| 15                                        | 20 juni 1994                              | Nederland – Saoedi-Arabië                 | 2 – 1                                     | WK-eindronde                              | 0                                         |
| 16                                        | 25 juni 1994                              | België – Nederland                        | 1 – 0                                     | WK-eindronde                              | 0                                         |
| 17                                        | 29 juni 1994                              | Marokko – Nederland                       | 1 – 2                                     | WK-eindronde                              | 0                                         |
| 18                                        | 4 juli 1994                               | Nederland – Ierland                       | 2 – 0                                     | WK-eindronde                              | 0                                         |
| 19                                        | 9 juli 1994                               | Brazilië – Nederland                      | 3 – 2                                     | WK-eindronde                              | 0                                         |
| 20                                        | 7 september 1994                          | Luxemburg – Nederland                     | 0 – 4                                     | EK-kwalificatie                           | 0                                         |
| 21                                        | 12 oktober 1994                           | Noorwegen – Nederland                     | 1 – 1                                     | EK-kwalificatie                           | 0                                         |
| 22                                        | 16 november 1994                          | Nederland – Tsjechië                      | 0 – 0                                     | EK-kwalificatie                           | 0                                         |
| 23                                        | 14 december 1994                          | Nederland – Luxemburg                     | 5 – 0                                     | EK-kwalificatie                           | 0                                         |
| 24                                        | 18 januari 1995                           | Nederland – Frankrijk                     | 0 – 1                                     | Vriendschappelijk                         | 0                                         |
| 25                                        | 22 februari 1995                          | Nederland – Portugal                      | 0 – 1                                     | Vriendschappelijk                         | 0                                         |
| 26                                        | 29 maart 1995                             | Nederland – Malta                         | 4 – 0                                     | EK-kwalificatie                           | 0                                         |
| 27                                        | 26 april 1995                             | Tsjechië – Nederland                      | 3 – 1                                     | EK-kwalificatie                           | 0                                         |
| 28                                        | 29 mei 1996                               | Nederland – China                         | 2 – 0                                     | Vriendschappelijk                         | 0                                         |
| 29                                        | 4 juni 1997                               | Zuid-Afrika – Nederland                   | 0 – 2                                     | Vriendschappelijk                         | 0                                         |
| Als speler van Chelsea                    |                                           |                                           |                                           |                                           |                                           |
| 30                                        | 24 februari 1998                          | Mexico – Nederland                        | 2 – 3                                     | Vriendschappelijk                         | 0                                         |
| 31                                        | 1 juni 1998                               | Nederland – Paraguay                      | 5 – 1                                     | Vriendschappelijk                         | 0                                         |

## Na het stoppen
Nadat hij officieel gestopt was, richtte De Goeij zich op het trainersvak. Tijdens het seizoen 2006/07 deed hij ervaring op als keeperstrainer bij Chelsea. Medio 2007 werd hij toegevoegd aan de trainersstaf van Queens Park Rangers. Begin december werd hij daar ontslagen. In juli 2010 tekende hij een contract bij RKC Waalwijk als keeperstrainer en assistent-trainer. Hij werkte onder andere nauw samen met PSV-huurling Jeroen Zoet. In juni 2014 verliet hij de club.
De Goeij woont tegenwoordig in Bergschenhoek. Sinds 2015 is De Goeij keeperstrainer bij de jeugd van ADO Den Haag.

## Clubstatistieken

### Als speler
| seizoen | club             | competitie          | duels | goals |
| ------- | ---------------- | ------------------- | ----- | ----- |
| 1985/86 | Sparta Rotterdam | Eredivisie          | 13    | 0     |
| 1986/87 | Sparta Rotterdam | Eredivisie          | 25    | 0     |
| 1987/88 | Sparta Rotterdam | Eredivisie          | 34    | 0     |
| 1988/89 | Sparta Rotterdam | Eredivisie          | 31    | 0     |
| 1989/90 | Sparta Rotterdam | Eredivisie          | 34    | 0     |
| 1990/91 | Feyenoord        | Eredivisie          | 34    | 0     |
| 1991/92 | Feyenoord        | Eredivisie          | 34    | 0     |
| 1992/93 | Feyenoord        | Eredivisie          | 33    | 0     |
| 1993/94 | Feyenoord        | Eredivisie          | 34    | 0     |
| 1994/95 | Feyenoord        | Eredivisie          | 32    | 0     |
| 1995/96 | Feyenoord        | Eredivisie          | 34    | 0     |
| 1996/97 | Feyenoord        | Eredivisie          | 34    | 0     |
| 1997/98 | Chelsea          | Premier League      | 28    | 0     |
| 1998/99 | Chelsea          | Premier League      | 35    | 0     |
| 1999/00 | Chelsea          | Premier League      | 37    | 0     |
| 2000/01 | Chelsea          | Premier League      | 15    | 0     |
| 2001/02 | Chelsea          | Premier League      | 6     | 0     |
| 2002/03 | Chelsea          | Premier League      | 2     | 0     |
| 2003/04 | Stoke City       | Football League One | 37    | 0     |
| 2004/05 | Stoke City       | Football League One | 17    | 0     |
| 2005/06 | Stoke City       | Football League One | 2     | 0     |
| Totaal  | Totaal           | Totaal              | 551   | 0     |

- Nederland: 31 interlands.

### Als trainer
| Seizoen    | Club         | Competitie           | Functie              |
| ---------- | ------------ | -------------------- | -------------------- |
| 2006/07    | Chelsea      | Premier League       | Keeperstrainer       |
| 2007/07    | QPR          | Championship         | Assistent-trainer    |
| 2010/14    | RKC Waalwijk | Jupiler League       | Keeperstrainer       |
| 2014/15    | DHC          | Zondag Hoofdklasse A | Keeperstrainer       |
| 2015-heden | ADO Den Haag | Eredivisie           | Keeperstrainer jeugd |
| 2015-heden | sv ARC       | 1e klasse            | Keeperstrainer jeugd |

## Erelijst

### Als speler
| Competitie           |           |                                    |           |           |
| Competitie           | Aantal    | Jaren                              |           |           |
| Feyenoord            | Feyenoord | Feyenoord                          | Feyenoord | Feyenoord |
| -------------------- | --------- | ---------------------------------- | --------- | --------- |
| Eredivisie           | 1x        | 1992/93                            |           |           |
| KNVB Beker           | 4x        | 1990/91, 1991/92, 1993/94, 1994/95 |           |           |
| Nederlandse Supercup | 1x        | 1991                               |           |           |
| Chelsea              |           |                                    |           |           |
| Internationaal       |           |                                    |           |           |
| UEFA Cup Winners Cup | 1x        | 1997/98                            |           |           |
| UEFA Super Cup       | 1x        | 1998                               |           |           |
| Nationaal            |           |                                    |           |           |
| Football League Cup  | 1x        | 1997/98                            |           |           |
| FA Charity Shield    | 1x        | 2000                               |           |           |
| FA Cup               | 1x        | 1999/00                            |           |           |

Individueel als speler
| Gouden schoen                  | 1x | 1993/94 |
| Nederlands Keeper van het Jaar | 1x | 1993    |